# Claudia Stöckl

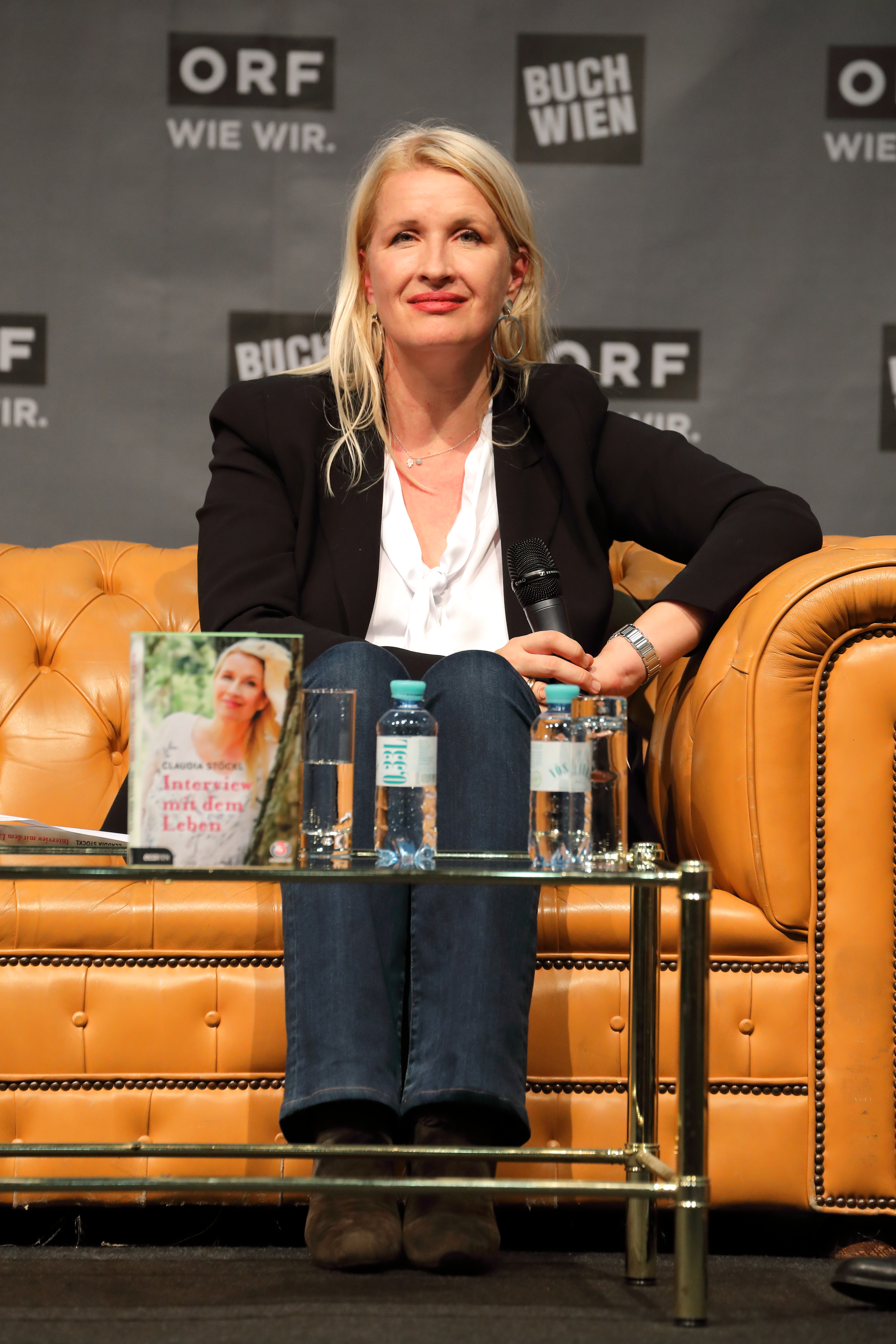
Claudia Stöckl (2018)

Claudia Stöckl (* 3. Dezember 1966 in Wien) ist eine österreichische Radiomoderatorin und ehemaliges Fotomodell. Bekannt wurde sie unter anderem durch die wöchentliche Präsentation der seit 1997 laufenden Radiosendung Frühstück bei mir, die auf Ö3 läuft. Seit 2006 ist sie ehrenamtlich Obfrau des Vereins ZUKI – Zukunft für Kinder.

## Leben
Stöckl studierte vier Semester Publizistik- und Kommunikationswissenschaften. Sie moderierte zahlreiche große Fernsehereignisse wie etwa die Liveübertragungen des Opernballs und Lifeballs oder die Romy-Gala.
Im Jahr 2008 nahm Claudia Stöckl an der vierten Staffel des ORF-Tanzwettbewerb Dancing Stars mit Profitänzer Alexander Kreissl teil. 2010 hatte sie in der ORF-Serie Vitasek? einen kurzen Auftritt und spielte sich selbst.
Sie hat einen Bruder und drei Schwestern, darunter Barbara, die als Fernsehmoderatorin bekannt wurde. Ihr Neffe ist der Schauspieler Marlon Boess.
Im Juni 2025 gab sie bekannt, seit Oktober 2024 mit dem Unfallchirurgen Udo Reichmann liiert zu sein.

## Frühstück bei mir

### Berühmte Gäste
- 1997: Falco
- 1997: Viktor Klima[8]
- Robbie Williams[8]
- Udo Jürgens[8]
- Hermann Maier[9]
- Niki Lauda[8]
- Thomas Gottschalk[8]
- Conchita Wurst[8]
- 2017: Christian Kern[10]
- 2017: Sebastian Kurz[11]
- 2019: Pamela Rendi-Wagner[12]

• 2025: JJ

## Publikationen
- 2011: Frühstück bei mir – Besondere Begegnungen. Ecowin-Verlag, Salzburg 2011, ISBN 978-3-7110-0015-6.
- 2018: Interview mit dem Leben, Ecowin-Verlag, Salzburg 2018, ISBN 978-3-7110-0152-8.